# Saint-Denis-des-Puits

Saint-Denis-des-Puits este o comună în departamentul Eure-et-Loir, Franța. În 1 ianuarie 2022 avea o populație de 150 de locuitori.